# یولیا کامینسکا
یولیا کامینسکا (لهستانی: Julia Kamińska؛ زادهٔ ۱۳ نوامبر ۱۹۸۷) بازیگر و صداپیشه اهل لهستان است.
از فیلم‌ها یا مجموعه‌های تلویزیونی که وی در آن‌ها نقش داشته‌است، می‌توان به شر کمتر، قواعد بازی، صفر، در خوشی و سختی، نشانه‌گذاری‌شده، اولا بی‌ریخته، هتل ۵۲، مجرد و رنگ‌های خوشبختی اشاره نمود.